# DCU Cup
DCU Cup (af sponsorhensyn kaldet Bording Cup) er Danmarks Cykle Unions officielle landevejs cup for eliteryttere, der køres over flere afdelinger. Løbsserien er blevet kørt siden 1980 under flere forskellige navne på grund af sponsorater.

## Navne
| Navne på DCU Cuppen |              |                        |
| År                  | Navn         | Sponsor                |
| 1980–1986           | DCU Cup      | ingen                  |
| 1987–1992           | Tuborg Cup   | Tuborg                 |
| 199300000           | Naturgas Cup | Dansk Olie og Naturgas |
| 1994–2015           | Post Cup     | Post Danmark           |
| 2016–2017           | PostNord Cup | Postnord               |
| 201800000           | DCU Cup      | ingen                  |
| 2019–2023           | Demin Cup    | Demin skiltemaler      |
| 2024–0000           | Bording Cup  | Bording Danmark        |

## Vindere
I 1985 blev der kun kørt et éndagsløb kaldet Tuborg Grand Prix, som Jesper Skibby vandt. I 1986 blev der ikke kørt løb.
| År                     | Vinder                   | Toer                    | Treer                  |
| ---------------------- | ------------------------ | ----------------------- | ---------------------- |
| 1980                   | Jesper Worre             |                         |                        |
| 1981                   | Henning Jørgensen        |                         |                        |
| 1982                   | Ole Byriel               |                         |                        |
| 1983                   | Jack Arvid Olsen         |                         |                        |
| 1985-1986 ikke afholdt |                          |                         |                        |
| 1984                   | Ole Byriel               |                         |                        |
| 1987                   | Alex Pedersen            |                         |                        |
| 1988                   | Peter Meinert            |                         |                        |
| 1989                   | Peter Meinert            |                         |                        |
| 1990                   | Michael Guldhammer       |                         |                        |
| 1991                   | Nicolaj Bo Larsen        |                         |                        |
| 1992                   | Jannik Petersen          |                         |                        |
| 1993                   | Nicolaj Bo Larsen        |                         |                        |
| 1994                   | Alex Pedersen            |                         |                        |
| 1995                   | Nicolaj Bo Larsen        |                         |                        |
| 1996                   | Dennis Rasmussen         |                         |                        |
| 1997                   | Kim Marcussen            |                         |                        |
| 1998                   | Søren Petersen           |                         |                        |
| 1999                   | Michael Blaudzun         |                         |                        |
| 2000                   | Michael Skelde           | René Jørgensen          | Dennis Rasmussen       |
| 2001                   | Dennis Rasmussen         | Jimmy Hansen            | Jacob Nielsen          |
| 2002                   | Allan Bo Andresen        | Dennis Rasmussen        | Morten Knudsen         |
| 2003                   | Morten Voss Christiansen | Lars Frederiksen        | Jacob Nielsen          |
| 2004                   | Jacob Moe Rasmussen      | Jimmy Hansen            | Gøran Jensen           |
| 2005                   | Jens-Erik Madsen         | Jacob Moe Rasmussen     | Glenn Bak              |
| 2006                   | Jacob Moe Rasmussen      |                         |                        |
| 2007                   | Martin Mortensen         | Michael Reihs           | Jens-Erik Madsen       |
| 2008                   | Jacob Moe Rasmussen      | Michael Reihs           | Michael Tronborg       |
| 2009                   | Morten Høberg            | Glenn Bak               | Philip Nielsen         |
| 2010                   | Michael Berling          | Kasper Jebjerg          | René Jørgensen         |
| 2011                   | Daniel Foder             | Andreas Frisch          | Lasse Bøchman          |
| 2012                   | Sebastian Lander         | Michael Reihs           | Morten Øllegaard       |
| 2013                   | Michael Reihs            | Troels Vinther          | Morten Øllegaard       |
| 2014                   | Magnus Cort              | Morten Øllegaard        | Troels Vinther         |
| 2015                   | Mark Sehested Pedersen   | Asbjørn Kragh Andersen  | Morten Øllegaard       |
| 2016                   | Troels Vinther           | Rasmus Bøgh Wallin      | Patrick Clausen        |
| 2017                   | Michael Carbel           | Andreas Stokbro         | Casper Pedersen        |
| 2018                   | Tobias Kongstad          | Andreas Stokbro         | Christoffer Lisson     |
| 2019                   | Nicklas Amdi Pedersen    | Michael Carbel          | Rasmus Bøgh Wallin     |
| 2020                   | Sebastian Kolze Changizi | Alexander Salby         | Magnus Bak Klaris      |
| 2021                   | Alexander Salby          | Rasmus Søjberg Pedersen | Magnus Bak Klaris      |
| 2022                   | Nicklas Amdi Pedersen    | Andreas Aidel Brixen    | Frederik Irgens Jensen |
| 2023                   | Magnus Bak Klaris        | Frederik Irgens Jensen  | Rasmus Bøgh Wallin     |
| 2024                   | Adam Holm Jørgensen      | Mathias Larsen          | Emil Toudal            |
| 2025                   |                          |                         |                        |